# Sara Tancredi
Sara Tancredi az amerikai Szökés című sorozat egyik főszereplője. Sarah Wayne Callies alakítja. Az első évad első epizódjában szerepel először, mint a Fox River doktornője.

## Háttér
Sara Chicagóban nőtt fel, és már gyerekkora óta orvos akart lenni. A Northwestern egyetemen diplomázott. Az egyik dolog, amiért a Fox Riverbe ment dolgozni a morfiumfüggősége volt, amit csak tetőzött, hogy nem tudta megmenteni egy elütött fiú életét, mert akkor éppen a drog hatása alatt állt, ahogy az első évad visszaemlékezős epizódjából, A múlt árnyaiból kiderült.
Sara 29 évesen kezdett a börtönben dolgozni. Apjának nem tetszett a munkája, emiatt többször is konfliktusba keveredtek. Nem volt jó viszonya az apjával, mert az túlságosan is a munkája megszállottja volt. A második évad hetedik, Eltemetve epizódjában derül ki, hogy anyja már régebben meghalt. Apja, Frank Tancredi Illinois állam kormányzója volt, az első és második évadban többször is feltűnt. Amikor azonban nyomozásba kezdett Paul Kellerman, és ezzel együtt a CÉG után, Kim ügynök megöleti őt is, öngyilkosságnak álcázva felakasztják. Régebben Sara drogozott és ivott is, ám leszokott.

## Szerepek
Az első évadban leginkább Michael Scofielddel közös jelenetekben látjuk, míg a második évadban inkább az apjával, Frank Tancredi kormányzóval és Paul Kellermannal. Az első két évad részeiből mindössze a Szabadítókban és a Név nélkülben nem szerepelt. Veronica Donovan megölése után Sara marad az egyetlen női főszereplő a sorozatban. A harmadik évad elején őt is 'megölik', mivel Gretchen Morgan látszólag lefejezi és a fejét egy dobozban elküldi Lincolnnak. De mint a negyedik évadban kiderül, ez csak félrevezetés volt, Sara életben van és újra főszereplője a sorozatnak.

### 1. évad
Sara a Fox River börtönben dolgozik orvosként. Mialatt Michael az (ál)cukorbetegsége miatt hozzá jár a gyógyszer miatt, egymásba szeretnek. Sara egy lázadásnál életveszélyes csapdába kerül, Michael menti meg onnan.
Sara az évad során hinni kezd Lincoln ártatlanságában. Egyre több fura dolgot tud meg Michaelról, aki később be is avatja szökési tervbe. A szökés előtt a fiú megkéri, hagyja nyitva az orvosi szoba ajtaját, hogy megszökhessenek, Sara hosszas vívódás után ezt meg is teszi. Ám ezután újra droghoz nyúl és emiatt kómába esik.

### 2. évad
Miután felébredt a kómából, a rendőrség őrizetbe veszi Sarát, mivel segített a szökevények szökésében. Apja leteszi érte az óvadékot, ezután pedig rehabilitációra kell járnia. Ott ismerkedik meg egy Lance nevű férfivel, aki valójában Paul Kellerman. Sara apját rejtélyes módon megölik (felakasztják), Sarát Kellerman brutálisan vallatja és Kim utasítására megpróbálja megölni. A lány elszökik tőle és Michaelékkel kezd el menekülni. A szerelem ismét fellobban közöttük, ám az évad végén a Szövetségi Nyomozóiroda elfogja Sarát. Tárgyalásán azonban váratlan fordulat következik be: Kellerman jelenik meg és vallomása után felmentik Sarát és Lincolnt. Sara ezután Panamába utazik a két fivér után, majd lelövi az életükre törő Bill Kimet.

### 3. évad
Lincoln megtudja, hogy Sarát és LJ-t elfogta a CÉG. Miután Linc megpróbálja kiszabadítani őket, egy Gretchen nevű nő megöli Sarát, figyelmeztetésképpen levágja a fejét, majd elküldi azt Lincolnnak egy dobozban. A negyedik évadban kiderül, nem Sara feje volt a dobozban. Megszökött a fogságból egy Michelle Taylor nevű őr segítségével, majd visszatért az Egyesült Államokbeli Chicagóba, barátjához, Bruce Benetthez. A CÉG elhitette a testvérekkel Sara halálát, hogy biztosan kijuttassák Whistlert. Arra is a negyedik évadban derül fény, hogy Sarát rabsága alatt korbáccsal verte Gretchen.

### 4. évad
Sara Chicagóban találkozik újra Michaellel, aki alig akarja elhinni, hogy szerelme mégis él. Úgy döntenek, csatlakoznak a CÉG lebuktatására létrehozott csapathoz, vagyis: Lincolnhoz, Sucréhoz, Bellickhez, Mahone-hoz, Selfhez és Rolandhoz.
Egy bizonyos Scylla nevű merevlemezt kell megszerezniük, melyen Self ügynök állítása szerint minden információ rajta van, ami a CÉG megbuktatásához szükséges. Később kiderül, hogy nem egy, hanem hat merevlemezt kell megszerezniük, amikből végül összeáll majd a Scylla. Egy alkalommal Sara nyomára bukkan a CÉG könyörtelen bérgyilkosa, Wyatt és üldözőbe veszi, később azonban a nő sikeresen lerázza. Sara és a csapat többi tagja sikeresen megszerez öt kártyát, majd a hatodikat is megkísérlik, amit maga Johnatan Krantz, a CÉG tábornoka őriz, azonban ez végül nem sikerül.
Az évad folyamán kiderül, hogy Michaelnek rosszindulatú daganat van az agyában, amit sürgősen meg kell operálni. Michael azonban addig nem hajlandó kórházba menni, amíg nincs náluk a Scylla. Sara többször is bebizonyítja, hogy értékes tagja a csapatnak, egyszer még Sucre életét is megmenti, amikor egy golyót operál ki belőle. Egy alkalommal Sara találkozik Gretchennel és megfogadja, hogy bosszút áll rajta a Panamában történtek miatt, de aztán meggondolja magát.
A merevlemezek megszerzése során több csapattagot is elvesztenek, köztük Rolandot és Bellicket. A csapat megszerzi az utolsó kártyát és kiderül, hogy a kártyák valójában csak kulcsok a Scyllához. Miután a Scyllát is megszerzik, Sara fegyvert fog Lisára, a tábornok lányára, hogy legyen mivel zsarolni a tábornokot. Később Self elárulja a csapatot és megpróbálja eladni a Scyllát. A csapat nem tudja visszaszerezni, ráadásul Michaelt elkapja a CÉG. Sara nagyon aggódik szerelméért, akiből végül kioperálja a CÉG a tumort, cserébe Lincolnnak vissza kell szereznie a Scyllát. Michael elárulja, hogy a Scylla valójában egy olyan szerkezet, amely képes hasznosítani a napenergia 100%-át, ezáltal rossz kezekbe kerülve halálos fegyver is lehet. Sara Lisa segítségével – aki apja ellen fordult – megtalálja Michaelt és segít neki megszökni a Cég magánbirtokáról. Michael elárulja Sarának, hogy az anyja életben van és a CÉG-nek dolgozik.

## Érdekesség
Sarah Wayne Callies azért nem szerepelt a harmadik évadban, mert terhes lett.